# Закотвени
„Закотвени“ (на испански: Anclados) е испански сериал, комедия, произведен от Globomedia за Telecinco. Шоуто се фокусира на екипажа на евтин круизен кораб. 
В главните роли са Мирен Ибаргунен, Алфонсо Лара, Хоакин Рейес, Урсула Корберо, Фернандо Хил и Роси де Палма.

## Критика
Сериалът е критикуван за неговия образ на ромите. През юни 2015 година в Андалусия федерация женски цигански студенти са подали в съда на телевизионен сериал за стереотипи по отношение на Ромите като престъпници.

## В България
Сериалът стартира на 28 януари (събота) 2017 година по bTV Comedy, излъчвайки се всеки уикенд между 22:30 и 00:00 часа и приключва на 20 февруари (неделя) 2017 година.
На 16 август (сряда) 2017 година тръгва повторно в ефира на bTV, излъчвайки се всеки делничен ден от 00:00 до 01:30 часа, като приключва на 25 август (петък) 2017 година.